# Pissouthnes
Pissouthnes (altpersisch: Pišišyaothna; † um 415 v. Chr.) war ein Statthalter (Satrap) im persischen Großreich der Achämeniden im 5. vorchristlichen Jahrhundert. Sein Vater war Hystaspes, der vermutlich mit dem bei Herodot genannten namensgleichen Sohn des Großkönigs Dareios I. identisch ist, womit Pissouthnes selbst ein Angehöriger der Achämenidendynastie wäre.
Pissouthnes wurde um das Jahr 450 v. Chr. von Großkönig Artaxerxes I. zum Statthalter von Lydien und Ionien ernannt, als Amtsnachfolger des jüngeren Artaphernes. Bekannt wurde er als Gegner des attischen Seebundes in der Ägäis. So unterstützte er im Jahr 440 v. Chr. mit 700 Söldnern die Oligarchen von Samos beim Sturz des attisch gesinnten Demos, allerdings konnte er die anschließende Belagerung der Insel durch Perikles nicht beenden, da ihm der Großkönig die Stellung einer phönizischen Flotte verwehrte, weil dieser den Frieden zwischen Persien und Athen nicht aufs Spiel setzen wollte. Samos musste sich daher bald wieder ergeben. Um 430 v. Chr. unterstützte Pissouthnes aber erfolgreich die persisch gesinnte und antidemokratische Bewegung im kleinasiatischen Kolophon, wodurch diese Stadt für Persien gewonnen wurde. Ebenso unterstützte er während des archidamischen Krieges 427 v. Chr. oligarchische Bewegungen auf Lesbos, das aber von Athen gehalten werden konnte.
Um 420 v. Chr. rebellierte Pissouthnes gegen Großkönig Dareios II. mit Unterstützung durch hellenische Söldner, die von dem Athener Lykon geführt wurden. Der Großkönig entsandte Tissaphernes gegen ihn, der die Söldner durch Bestechung zur Desertion bewegen konnte. Pissouthnes wurde um 415 v. Chr. von ihnen gefangen genommen und zum Großkönig nach Susa gebracht, von dem er zum Tod verurteilt und durch das „in die Asche werfen“ exekutiert wurde. Die Satrapie Lydien/Ionien wurde von Tissaphernes übernommen.
Pissouthnes hatte einen unehelichen Sohn namens Amorges, der ebenfalls um das Jahr 413/412 v. Chr. in Karien gegen den Großkönig revoltierte.